# Titularbistum Tymandus
Tymandus (ital.: Timando) ist ein Titularbistum der römisch-katholischen Kirche.
Es geht zurück auf ein untergegangenes Bistum der antiken Stadt Tymandos in der kleinasiatischen Landschaft Phrygien in der heutigen Türkei, das der Kirchenprovinz Antiochia ad Pisidiam angehörte.
| Titularbischöfe von Tymandus |                                                |                                            |                 |                  |
| Nr.                          | Name                                           | Amt                                        | von             | bis              |
| 1                            | Aloysius Pareparambil (Aloysius Pazheparambil) | Apostolischer Vikar von Ernakulam (Indien) | 11. August 1896 | 9. Dezember 1919 |